# Jacques Lecoq
Jacques Lecoq, född 15 december 1921 i Paris, död där 19 januari 1999, var en fransk teaterpedagog och skådespelare.

## Biografi
Jacques Lecoq praktiserade gymnastik och simning och utbildade sig till idrottslärare med början 1937. 1941-1945 undervisade han i idrott. 1946-1949 undervisade han vid L'Éducation pour jeu dramatique som hade anknytning till Antonin Artaud och Jean-Louis Barrault, han kom även i kontakt med regissören Jean Dasté och dennes teatergrupp Compagnie des comédiens de Grenoble där han verkade både som lärare och skådespelare och inspirerades av Jacques Copeaus idéer. 1949 begav han sig till Padua där han undervisade i mim och mötte skulptören Amleto Sartori och började intressera sig för masker. 1951 blev han lärare vid skådespelarutbildningen vid Piccolo Teatro i Milano där han samarbetade med Giorgio Strehler och deltog i dennes arbete med att förnya commedia dell'arte-traditionen i Italien med uppsättningar av Carlo Goldonis och Carlo Gozzis pjäser. 1956 återvände han till Paris och grundade skådespelarutbildningen L'École Internationale de Théâtre Jacques Lecoq som han arbetade med fram till sin död. Vid skolan undervisas det i skådespelarnas alla uttrycksmedel med betoning på de kroppsliga uttrycken. Bland skolans studenter kan nämnas regissörerna Ariane Mnouchkine, Christoph Marthaler och Simon McBurney och skådespelaren Steven Berkoff. Även de svenska regissörerna Åsa Kalmér och Linus Tunström är utbildade vid skolan. 1998 utvecklade Jacques Lecoq sina teateridéer i boken Le corps poétique.